# Cheech
Pour plus de détails, voir Fiche technique et Distribution.
Cheech  est un film québécois réalisé par Patrice Sauvé, sorti en 2006. Le film est une adaptation de la pièce de théâtre Cheech ou les hommes de Chrysler sont en ville de François Létourneau.

## Synopsis
Ron essaie d'être heureux. Propriétaire d’une petite agence d’escortes, il découvre qu’il a été cambriolé et que son book de filles a été volé. Est-ce Cheech, son grand rival, qui aurait engagé un homme pour planifier ce vol ? Jenny, la plus populaire de ses filles, lui assure fermement sa fidélité, mais l’est-elle vraiment ? Olivier, en dépression, fait appel à l’agence suivant les excellentes recommandations de son voisin Alexis. Ron lui envoie Stéphanie, au bord… du suicide ! Maxime, nouveau bras droit de Ron, aime secrètement Stéphanie et est prêt à tout pour l’aider… Cheech, c’est une journée chaotique dans la vie de six personnes dont le destin s’entrecroise de façon inattendue. Leur quête du bonheur finira par les révéler les uns aux autres sous un jour insoupçonné.

## Fiche technique
- Titre original : Cheech
- Titre anglophone : Cheech
- Réalisation : Patrice Sauvé
- Scénario : François Létourneau
- Musique originale : Normand Corbeil
- Direction artistique : David Pelletier
- Costumes : Carmen Alie
- Coiffure : Marie-France Cardinal
- Maquillage : Djina Caron
- Photographie : Yves Bélanger
- Son : Mario Auclair, Pierre-Jules Audet, Stéphane Bergeron
- Montage : Michel Grou
- Production : Nicole Robert
- Société de production : Go Films
- Sociétés de distribution : Alliance Atlantis
- Budget : 4,5 millions de dollars[1]
- Pays d'origine :  Canada
- Langue originale : français
- Format : couleur
- Genre : drame
- Durée : 104 minutes
- Date de sortie : 
  -  Canada : 10 septembre 2006 (Festival international du film de Toronto (TIFF))
  - Canada : 6 octobre 2006  (sortie en salle au Québec)
  -  France : 22 décembre 2009 (première télé)

## Distribution
- Patrice Robitaille : Ron
- François Létourneau : Olivier
- Anick Lemay : Jenny
- Maxime Denommée : Maxime
- Fanny Mallette : Stéphanie
- Maxim Gaudette : Alexis
- Luc Senay : Gilles
- Normand D'Amour : Gaétan
- Gilles Renaud : Raymond Palucci
- Evelyne Brochu : pharmacienne
- Pierre Leblanc : pharmacien
- Danielle Godin : Suzanne
- Patrice Coquereau : Larry
- Ruth Chiang : chanteuse orientale
- Jessica Welch : fille de la plage
- Steve Laplante : Jean-Marc Blanchette